# Șpîciînți, Hmelnîțkîi
Șpîciînți (în ucraineană Шпичинці) este o comună în raionul Hmelnîțkîi, regiunea Hmelnîțkîi, Ucraina, formată numai din satul de reședință.

## Demografie
Componența lingvistică a comunei Șpîciînți
     Ucraineană (97,55%)
     Rusă (2,04%)
Conform recensământului din 2001, majoritatea populației comunei Șpîciînți era vorbitoare de ucraineană (97,55%), existând în minoritate și vorbitori de rusă (2,04%).